# チェルムスフォード・シティFC
チェルムスフォード・シティ・フットボール・クラブ（Chelmsford City Football Club）は、イングランド・チェルムスフォードを本拠地とするサッカークラブチームである。2018-19シーズンはカンファレンス・サウス（6部相当）に所属。

## タイトル

### 国内タイトル
- イスミアンリーグ・プレミアディヴィジョン:1回

2007-2008
- サウザンリーグ:3回

1945-1946, 1967-1968, 1971-1972
- サウザンリーグ・サウザンディヴィジョン:1回

1988-1989
- サウザンリーグカップ:3回

1945-1946, 1959-1960, 1990-1991　
- ノンリーグ・チャンピオンカップ:1回

1971-1972
- イースタン・フロードライトコンベイション:6回

1966-1967, 1974-1975, 1977-1978, 1981-1982, 1982-1983, 1986-1987
- エセックス・プロフェッショナルカップ:5回

1957-1958, 1969-1970, 1970-1971, 1973-1974, 1974-1975
- エセックス・シニアカップ:4回

1985-1986, 1988-1989, 1992-1993, 2002-2003

### 国際タイトル
- なし

## 歴代監督
- ポール・パーカー 2001-2003